# 2000年夏季残疾人奥林匹克运动会贝宁代表团
2000年夏季残疾人奥林匹克运动会贝宁代表团是贝宁派出的2000年夏季残疾人奥林匹克运动会代表团。这是该国首次参加夏季残奥。未获得奖牌。